# Катеретиды
Катеретиды, или цветочные блестянки (лат. Kateretidae) — семейство насекомых из отряда жесткокрылых.

## Описание
Тело овальное. Формула лапок 5-5-5. Имаго и личинки — антофаги, иногда питаются также завязью цветов.

## Палеонтология
Древнейшие находки семейства (†Lebanoretes) происходят из мелового ливанского янтаря. Также катеретиды были обнаружены в бирманском и балтийском янтарях.

## Классификация
Всего около 100 видов и 30 родов. В России около 20 видов. Семейство Kateretidae (=Brachypteridae) традиционно сближают с семействами Nitidulidae и Smicripidae, иногда объединяя их в одно единое семейство (Crowson, 1955; Lawrence, 1982, 1991; Кирейчук, 1982, 1986; Kirejtshuk, 1992, 2000; Audisio, 1993). Семейство Kateretidae относится к надсемейству Cucujoidea и было выделено выдающимся немецким энтомологом Вильгельмом Эрихсоном в 1844 году.
- Amartus
- Anamartus
- Anthonaeus
- Boreades
- Brachyleptus
- Brachypterolus
- Brachypterus
- Heterhelus
- Kateretes
- †Eoceniretes
- †Lebanoretes
- Sibirhelus

## Список видов России
- Kateretes mixtus Kirejtshuk, 1989
- Kateretes pedicularius (Linnaeus, 1858)
- Kateretes pusillus (Thunberg, 1794)
- Kateretes rufilabris (Latreille, 1807)
- Platamartus jakowlewi Reitter, 1892
- Platamartus solskyi Kirejtshuk, 1984
- Heterhelus scutellaris (Heer, 1841)
- Heterhelus solani (Heer, 1841)
- Sibirhelus corpulentus (Reitter, 1900)
- Brachypterus fulvipes Erichson, 1843
- Brachypterus glaber Stephens, 1832
- Brachypterus kaszabi Jelinek, 1974
- Brachypterus proximus Kirejtshuk, 1989
- Brachypterus urticae (Fabricius, 1792)
- Brachypterolus linariae (Stephens, 1830)
- Brachypterolus pulicarius (Linnaeus, 1758)
- Brachyleptus aurosus Reitter, 1885
- Brachyleptus discolor Reitter, 1896
- Brachyleptus quadratus (Sturm, 1844)
- Anamartus incognitos Jelinek, 1976